# Meurtre d'Altantuya Shaariibuu
 (avril 2023).
Motif : Préparation de la traduction depuis l'anglais, pour remettre à zéro l'article
 (avril 2022).
Altantuya Shaariibuu (en mongol : Шаарийбуугийн Алтантуяа), née le 6 mai 1978 et morte le 19 octobre 2006, est une ressortissante mongole, victime d'un meurtre.
Elle était la Maîtresse de Razak Baginda.
Ce meurtre fut un scandale d'Etat en Malaisie. Cette affaire est importante dans la politique malaisienne contemporaine en raison de l'implication présumée de personnes proches de l'ancien Premier ministre malaisien, Najib Razak.
En octobre 2006, elle a été enlevée à Kuala Lumpur et assassinée par deux membres d'un corps d'élite de gardes du corps du Bureau du Premier ministre. Elle a été tuée par balles, puis sa dépouille a été détruite par des explosifs le 18 octobre 2006 dans une zone déserte de Shah Alam, en Malaisie,.
Le 9 avril 2009, la Haute Cour de Shah Alam acquitte Abdul Razak Baginda et prononce la peine de mort contre deux des accusés, l'inspecteur en chef Azilah Hadri et le caporal Sirul Azhar Umar, clôturant un procès de 159 jours.
Mais le 23 août 2013, Sirul Azhar Uma et Azilah Hadri  sont acquittés par la cour d'appel, suscitant la controverse. Le 13 janvier 2015, la Cour fédérale annule l'acquittement des deux individus, les déclarant tous deux coupables de meurtre et les condamnant tous les deux à mort. Cependant, Sirul Azhar Umar s'enfuit en Australie et les tentatives des autorités malaisiennes pour l'extrader sont entravées par la législation australienne en vigueur, interdisant l'extradition d'individus vers des pays où la peine de mort est appliquée.
Après la 14e élection générale malaisienne, marquant une défaite pour la coalition Barisan Nasional, au pouvoir, le Premier ministre Mahathir Mohamad et certaines parties concernées, dont le père d'Altantuya, espèrent de nouvelles enquêtes pour découvrir le mobile du meurtre et rendre la justice. Sirul Azhar Umar déclare qu'il est prêt à révéler ce qui s'était réellement passé dans l'affaire du meurtre à condition qu'il obtienne une grâce complète pour revenir en Malaisie.
Le 16 décembre 2019, le meurtrier reconnu coupable Azilah Hadri a allégué depuis le couloir de la mort de la prison de Kajang que l'ordre de tuer Altantuya Shaariibuu provenait de l'ancien Premier ministre Najib Razak et du proche collaborateur de ce dernier, Abdul Razak Baginda.

## Vie d'Altantuya Shaariibuu

### Naissance
Altantuyaa est née le 6 mai 1978 en Mongolie. Elle et sa sœur ont grandi en Union soviétique où Altantuyaa a fréquenté la première année de l'école primaire. Elle parlait couramment le mongol, le russe, le chinois, l'anglais, et connaissait un peu le français.

## Controverses

### Déclaration solennelle de Raja Petra

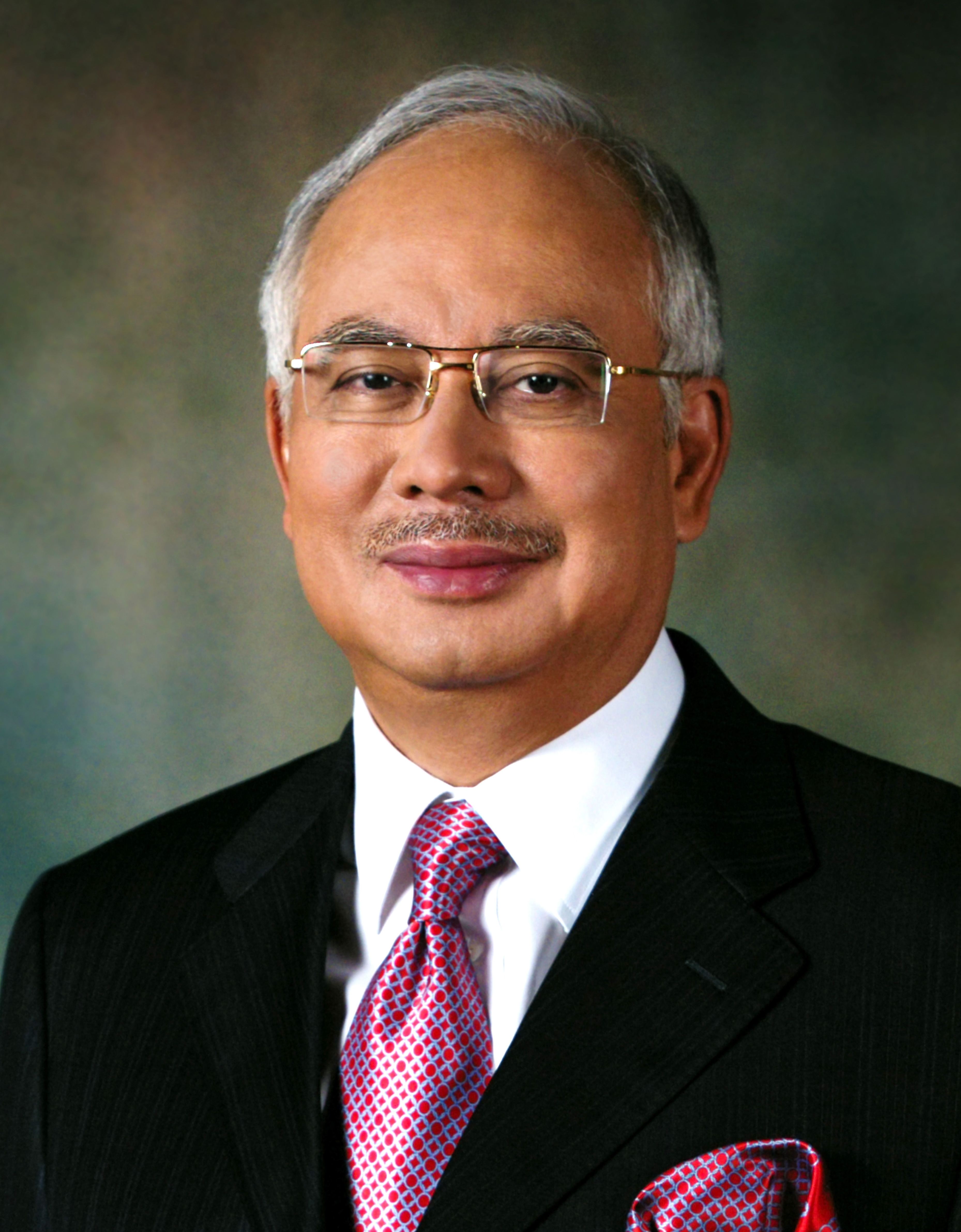
Najib Razak, ancien Premier ministre de Malaisie.

Dans une déclaration solennelle lors de son procès pour sédition en juin 2008, Raja Petra (en) a déclaré qu'il était « informé de manière fiable » que Rosmah Mansor (l'épouse du vice-Premier ministre malaisien, Najib Razak) était l'une des trois personnes présentes sur les lieux du crime lorsque Altantuyaa Shaariibuu a été assassinée le 19 octobre 2006. Il a écrit que l'épouse de Najib, Rosmah Mansor, ainsi que le colonel par intérim Abdul Aziz Buyong et son épouse, Norhayati, aide de camp de Rosmah, étaient présents sur les lieux du meurtre et qu'Abdul Aziz Buyong était l'individu qui avait placé l'explosif plastique C4 sur le corps d'Altantuya et l'avait fait exploser. Le Dr Shaariibuu Setev, le père d'Altantuyaa Shaariibuu, a demandé à la police de mener une enquête approfondie sur une allégation de Raja Petra, affirmant que la police devrait examiner sérieusement les allégations car cela pourrait leur fournir de nouvelles preuves dans leur affaire.
En représailles, les deux personnes citées dans la déclaration solennelle de Raja Petra (en) du 18 juin 2008, le lieutenant-colonel Abdul Aziz Buyong et son épouse le lieutenant-colonel Norhayati Hassan, comme ayant été présents sur les lieux du meurtre du Mongol Altantuya Shaariibuu, poursuivent Raja Petra pour diffamation. Abdul Aziz demande à Raja Petra de publier ses excuses sur certains sites Web et journaux, la suppression de la déclaration solennelle de son blog et des dommages-intérêts de 1 million de RM. L'avocat de Raja Petra, J. Chandra, a plus tard insinué que l'article intitulé « Envoyons les meurtriers d'Altantuya en enfer » le 25 avril sous la signature de Raja Petra avait été publié sans son consentement ni sa connaissance.
Raja Petra (en) semble avoir pris ses distances avec la déclaration solennelle dans une interview télévisée avec TV3, affirmant que ses accusations liant Najib Razak et Rosmah Mansor au meurtre répétaient des informations qui lui avaient été transmises par des personnalités de l'opposition, plutôt que des informations qu'il savait être vraies lui-même. Il semble avoir déclaré qu'il ne croyait pas vraiment que Rosmah se trouvait sur les lieux du meurtre. Le Mouvement malaisien des libertés civiles a allégué que l'interview avait été fortement modifiée et modifiée en faveur du Premier ministre Najib Razak juste à temps pour les prochaines élections de l'État de Sarawak. Raja Petra a également nié qu'il ne croyait pas que Rosmah était sur les lieux, affirmant que l'interview avait été « hachée ». Il a également précisé et souligné plus tard qu'il avait toujours été cohérent par rapport à la déclaration solennelle, affirmant qu'il n'avait jamais directement accusé Rosmah d'être sur les lieux du meurtre, se contentant de répéter ce qui lui avait été dit,.

## Sources
- Article d'Arnaud Dubus, Affaire Altantuya Shaaribuu : Une mongole broyée dans l'étau franco-malaisien, publié dans Gavroche Thaïlande n°173, Mars 2009, pages 46 à 50.